# 迈娅·耶尔韦莱
迈娅·耶尔韦莱（芬蘭語：Maija Järvelä，1984年1月17日—），芬兰女子冬季两项、越野滑雪运动员。她曾代表芬兰参加2006年、2010年和2014年冬季残疾人奥林匹克运动会，获得一枚银牌。